# 刘闻雯
刘闻雯（1983年6月26日—），湖北武汉人，毕业于武汉科技大学，是中国大陆作家、主持人、模特，被誉为“80后美女作家”、“中国第一足球宝贝”。

## 生平
1983年，刘闻雯出生在湖北省武汉市，在武汉科技大学读完大学课程。
2006年，刘闻雯参加世界杯CCTV足球宝贝，排名前十。
2011年5月份，刘闻雯出版了自己的专著《变男》、《十八层的猫》。 2011年12月，刘闻雯加入湖北省作家家协会。
2012年5月11日，刘闻雯出席电视节目时在答题环节回答李白《将进酒》“君不见黄河之水天上来”，她略加思索回答“恰似一江春水向东流”，主持人随后对其提示，但是其仍然没有回答出正确答案，节目在观众的叹息和质疑中结束。 随后，网友质疑中国作家协会“现在凭一张脸就能进作协了？”并认为刘闻雯是“冒牌作家”、“花瓶作家”、“伪作家”，面对质疑，刘闻雯痛骂道：“放你全家的屁。”

## 作品

### 书籍
- 《变男》，武汉大学出版社，2011年，ISBN 9787307087064。
- 《十八层的猫》

## 评价
青年作家张一一：“从热爱写字的刘闻雯身上真正看到了中国文坛的希望和未来，连刘闻雯这种‘天赋’的女生都可以成为作家，那我们的生活中还有什么奇迹不可以实现的呢？”